# Almirante Schultz
Die Almirante Schultz (Kennung A 521) war ein 1929 gebauter Leuchtturmtender der portugiesischen Marine, den sie zur Versorgung der Leuchttürme und als Tonnenleger einsetzte. 1970 wurde das Schiff abgewrackt.

## Bau und technische Daten
Nach Übertragung der Leuchttürme in die Verantwortung der Marine und dem Bau zahlreicher neuer Leuchttürme vor und vor allem nach der Jahrhundertwende benötigte die Marine ein Arbeitsschiff, um die Leuchttürme zu unterhalten und zu versorgen. Um diesen Auftrag nachkommen zu können, orderte sie bei der französischen Werft Chantiers de Penhoët in Saint-Nazaire ihren ersten Leuchtturmtender.
Auf der Werft erfolgte der Stapellauf und die Ablieferung an die portugiesische Marine im Jahr 1929. Der Neubau war 39,60 Meter lang, 9,30 Meter breit und hatte einen Tiefgang von 3,25 Metern. Die Konstruktionsverdrängung betrug 529 Tonnen, die maximale 547 Tonnen. Als Antrieb dienten zwei MAN-Dieselmotoren, die jeweils 350 PS leisteten und auf zwei Schrauben wirkten. Damit erreichte das Schiff eine Geschwindigkeit von 11,5 Knoten und durch die zwei Schrauben eine höhere Manövrierfähigkeit. Zur Ausstattung gehörten Kabinen und Laderäume sowie ein Ladebaum, um Personal und Material zu den abgelegenen Stationen befördern zu können. Die Besatzung bestand aus 52 Mann. Das Arbeitsschiff erhielt nach Admiral Júlio Zeferino Schultz Xavier (1850–1939), der zu Beginn des 20. Jahrhunderts Portugals Leuchtturmwesen neu organisiert und ausgebaut hatte, den Namen Almirante Schultz.

## Geschichte
Die Hauptaufgabe der Almirante Schultz bestand in der Versorgung und Pflege der Leuchttürme auf dem portugiesischen Festland, den Azoren und auf Madeira. Sie transportierte Versorgungsgüter, Ersatzteile und ggf. auch Baumaterialien. Den Großteil ihrer Dienstzeit setzte die Marine das Schiff für diese Routineaufgaben ein. Selbst als während des portugiesischen Kolonialkrieges ein Großteil der Flotte in Übersee stationiert wurde, blieb die Almirante Schultz in heimischen Gewässern. Bei ihrer Hauptaufgabe ragt die Modernisierung des 1948 errichteten Leuchtturms Farol das Formigas auf der azoreanischen Inselgruppe Formigas heraus, an der sie 1962 maßgeblich beteiligt war. Zu den weiteren Aufgaben des Schiffes gehörte auch die Tätigkeit als Tonnenleger, die in der Literatur nur nebenbei erwähnt wird.

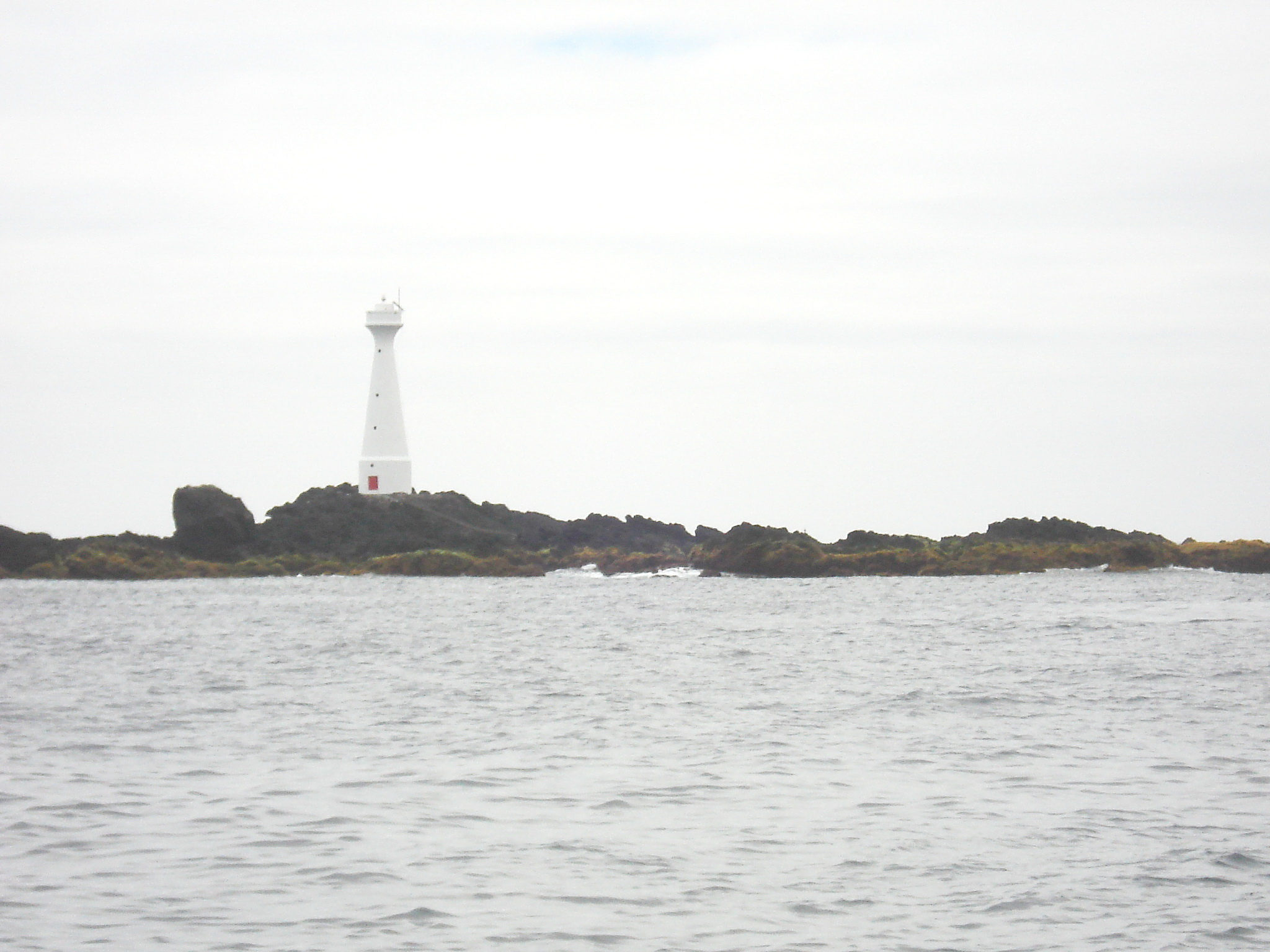
Der Leuchtturm auf den Formigas

In den Blickpunkt der Öffentlichkeit geriet die Almirante Schultz selten: Im Februar 1946 lief sie im Hafen von Viano do Castelo auf Grund und konnte erst mit der auflaufenden Flut wieder flott gemacht werden. In die Medien schaffte es diese „Strandung“, um auf die Verschlammung des Hafens aufmerksam zu machen. Im gleichen Jahr wurde der spätere Ministerpräsident von Portugal der Jahre 1975–1976, José Baptista Pinheiro de Azevedo, als junger Oberleutnant der Kommandant des Schiffes und blieb bis 1948 an Bord.

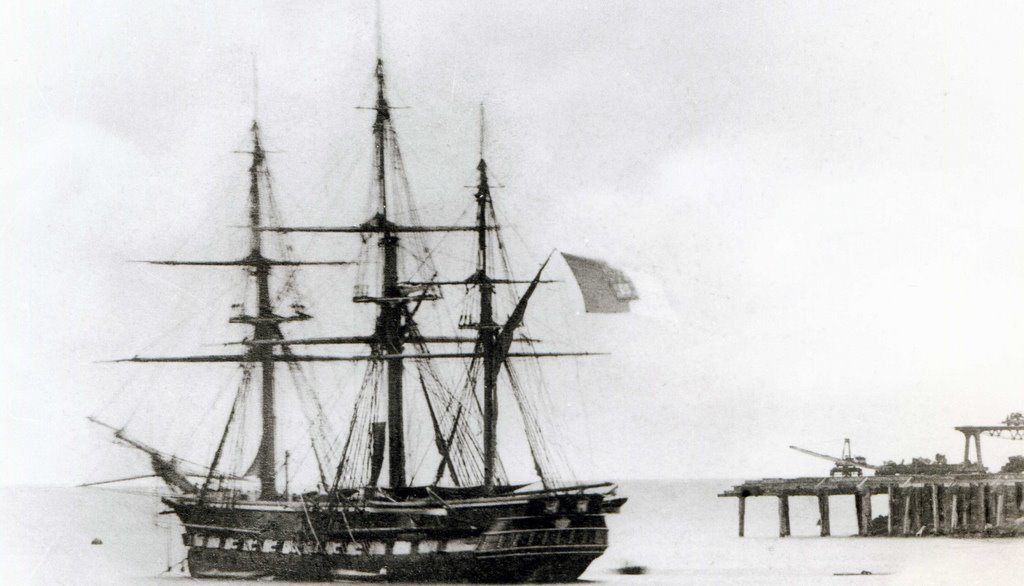
Die Fregatte Dom Fernando II e Glória 1878

Dramatischer waren die Ereignisse des Jahres 1963, als am 3. April an Bord der Fregatte Dom Fernando II e Glória Feuer ausbrach. Das 1843 gebaute Schiff war bis 1878 im aktiven Dienst und 1963 Sitz einer Wohlfahrtsorganisation, die benachteiligen Jugendlichen Bildung und Seemannschaft vermitteln sollte. Als das Feuer infolge von Schweißarbeiten ausbrach, befanden sich 137 Jugendliche an Bord. Die Almirante Schultz befand sich in der Nähe und beteiligte sich an der Rettung der Jugendlichen, die alle überlebten.
Nach 40 Dienstjahren stellte die Marine die Almirante Schultz 10. November 1969 außer Dienst und ließ sie ein Jahr später, ab 14. September 1970, abwracken. Die Aufgabe als Leuchtturmtender erhielt ein 1971/72 gebautes neues Schiff, das den leicht abgewandelten Namen Schultz Xavier und die Kennung A 521 übernahm.